# Judith Balcazar
Judith Balcazar (n. 1954) és un emprenedora i una de les 100 Women BBC. El 2018 vivia entre Londres i Eivissa.
Després de sotmetre's a una operació per extirpar un tros de bufeta va començar a patir incontinència urinària. Va decidir que calia fer peces de roba interior per dones amb aquest problema, ja que només va trobar pantalons de plàstic i productes amb un impacte negatiu al medi ambient i que li feia vergonya utilitzar. Va comentar la idea de negoci amb Anne Davidson, mestra jubilada d'escola primària i amiga. van crear l'empresa Giggle Knickers per fabricar roba interior femenina que absorbís el líquid sense afectar negativament el medi ambient. Per iniciar l'empresa van aconseguir un crèdit del govern de 32.000 dòlars i van fabricar-los a la Xina.